# Lisbeth Grönfeldt Bergman
Lisbeth Grönfeldt Bergman (n. 20 septembrie 1948, Göteborg, Suedia) este un om politic suedez, membru al Parlamentului European în perioada 1999-2004 din partea Suediei.